# Alliance pour la Roumanie
L'Alliance pour la Roumanie (en roumain : Alianța pentru România, abrégé en APR) est un parti politique roumain ayant existé dans les années 1990.

## Histoire
En 4 septembre 1997, des membres du Parti de la démocratie sociale de Roumanie fait dissidence et créé l'Alliance pour la Roumanie. Lors des élections législatives de 2000, elle manque de peu de dépasser le seuil des 5 % nécessaires pour obtenir une représentation parlementaire.
En 2002, il se fond dans le Parti national-libéral.

## Résultats électoraux

### Élections parlementaires
| Année | Chambre des députés | Chambre des députés | Sénat | Sénat   | Gouvernement |
| Année | %                   | Mandats             | %     | Mandats | Gouvernement |
| ----- | ------------------- | ------------------- | ----- | ------- | ------------ |
| 2000  | 4,07                | 0 / 345             | 4,27  | 0 / 140 | Opposition   |

### Élections présidentielles
| Année | Candidat         | 1er tour | 2e tour |
| ----- | ---------------- | -------- | ------- |
| 2000  | Teodor Meleșcanu | 1,91 %   |         |